# Balbino Cortés Morales

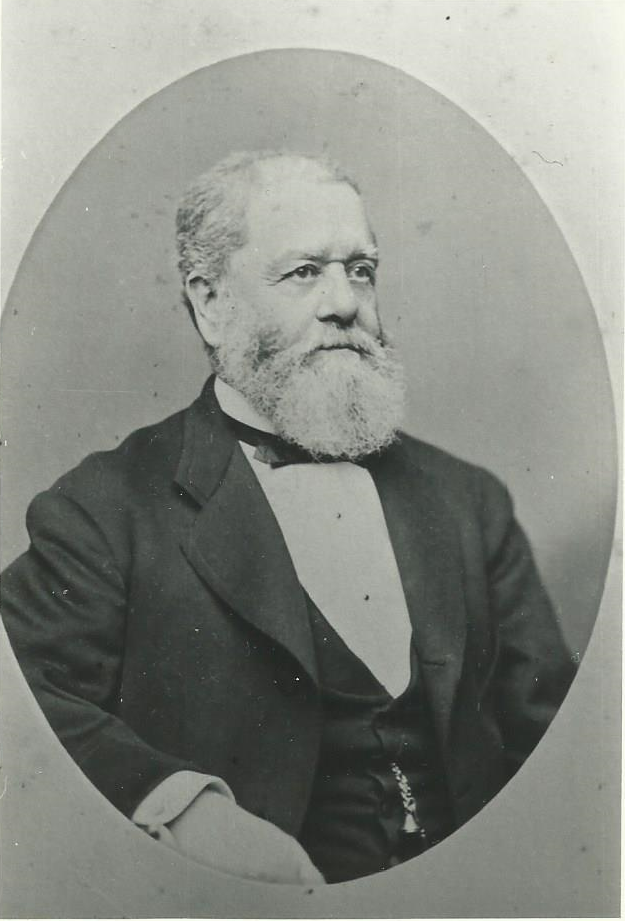
Balbino Cortés Morales

Balbino Cortés Morales fue un escritor, político y militar español nacido en El Puerto de Santa María el 17 de septiembre de 1807 y fallecido en Madrid el 11 de agosto de 1889.

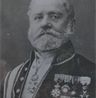
Balbino Cortés Y Morales

Hijo de Balbino Cortés de Bea, coronel de infantería, y de Josefa Francisca de Paula de Morales y Jiménez. Subteniente de menor edad, 1816; fue liberal en el Trienio; oficial emigrado en Londres, 1824; carbonario inscrito en la Venta Voluntad Española; gran amigo de José de Espronceda, quien le dedicó en 1828 la conocida Carta a Balbino Cortés. Este combatió en las barricadas de julio de 1830 en París, en las que fue herido por un casco de metralla en ambas rodillas, quedó lisiado, y tuvo que abandonar el Ejército. Luis Felipe le concedió la cruz especial de honor de Julio y una pensión vitalicia. Se le llama el marido de la cómica. Regresó a Madrid en noviembre de 1832, pero a consecuencia de una refriega con los voluntarios realistas el 19 de marzo de 1833, en la calle de la Paz de Madrid, tuvo que escapar a Francia al día siguiente, y no regresó hasta octubre, después de la muerte de Fernando VII. En París, 1833, ayudó a Espronceda en el asunto de Teresa Mancha. Ingresó en la Administración de Hacienda, en varias provincias. Espartero lo depone en 1840, ya que Cortés evoluciona y ahora es aliado con los moderados. Administrador de Aduanas de Alicante, 1844, con 16.000 reales de sueldo. Durante más de cuarenta años fue publicando folletos y libros de divulgación agraria, y de otros temas. Colaboró en la Revista mensual de Agricultura, Madrid, 1850-1853, con artículos sobre mulas y bueyes; publicó El Palo y el Sable, Madrid, 1851. Cesante este año, con derecho a seguir cobrando la mitad de la paga, publicó Manual del cultivador de lino y cáñamo, Madrid, 1852; tradujo de Sac: Tratado elemental de química agrícola, Madrid, 1853; siguió con Salvación de las viñas o historia del oidium-tuckerey, Madrid, 1854. O’Donnell lo lleva en comisión en 1854 al Ministerio de Fomento, con 24.000 reales. Secretario del Real Colegio de Agricultura, Industria y Comercio, 1856. Publica Manual para el cultivo del formio tenas o lino de la Nueva Zelanda, Madrid, 1857; «Nueva máquina de trillar. Aplicación del vapor a las faenas agrícolas. Reuniones territoriales en Alemania», en Boletín Oficial del Ministerio de Fomento, XXV, 1858.
Condecoraciones;
1833- Por Real Orden de 5 de julio fue nombrado comendador ordinario de la Real y distinguida Orden de Carlos III.
1838- Caballero de la Orden de Isabel la Católica por Real Decreto del 10 de septiembre
1867- Por cédula de 21 de noviembre expedida por la secretaría de estado, se le autorizó usar las insignias de la Cruz de caballero de la Legión de Honor con que fue condecorado por S.M el Emperador de los franceses.
El 16 de octubre de 1858 es nombrado cónsul en Singapur, y en 1861 en Veracruz. Dimite en diciembre de 1863, como protesta por la intervención hispano-franco-inglesa en México. Pero luego, en el orden privado, ayudó a repatriar franceses de la malhadada expedición. Aparecen la Novísima guía teórico-práctica de labradores, jardineros, hortelanos..., 2 vols., Madrid, 1860 y 1869 (reimpresos en Madrid, 1871, que luego amplía en Tesoro del campo, 2 vols., 1875, y de nuevo 1888); Estudios del archipiélago asiático, 1861; y Diccionario doméstico. Tesoro de las familias, 4.000 fórmulas, 1866, con varias ediciones posteriores.
En febrero de 1869 toma posesión del Consulado General de Argel, pero el mismo año es trasladado a Nueva York. Descontento con el imperialismo yanqui regresa en 1870 a Argel, en donde padece un grave incidente: le roban una importante cantidad, propiedad del Estado; culpable de negligencia, tiene que restituir poco a poco lo robado, con los intereses correspondientes. Publica Tratado teórico-práctico de vinificación, Cádiz, 1872; Diccionario razonado de legislación y jurisprudencia diplomática consular, o repertorio para la carrera de Estado, Madrid, 1874. Encargado de Negocios en Japón, 1874, renuncia por no hacer el viaje, y sigue viviendo en Madrid. Al leer el Espronceda de Enrique Rodríguez-Solís, 1884, comprende que faltan muchas cosas. Llama al biógrafo y le cuenta sus recuerdos, que Rodríguez Solís transcribe el mismo año en la Ilustración Artística de Barcelona. El texto resulta capital para la biografía de Teresa Mancha y, por tanto, de Espronceda. Además, Cortés todavía publica Tesoro de la salud, Madrid, 1875; Cultivo de las plantas industriales y aprovechamiento de sus raíces, tallos, flores y semillas, 3 vols., Madrid, 1884-1885; y El vino de tinto. Nuevo método de fabricación, Madrid, 1886. En este hombre había dos, casi inconciliables: el tratadista y el personaje de novela. Benito Pérez Galdós tomó muchos rasgos suyos para varias de sus novelas. (Ortiz Armengol 1969 y 1999; Reig Salvá 1972; Palau y Dulcet 1948 y 1990; Antón Ramírez 1865; Rodríguez-Solís 1884)
- Datos: Q5717125
- Multimedia: Balbino Cortés Morales / Q5717125